# 邮政广场 (德累斯顿)
邮政广场（Postplatz，1865年以前名为Wilsdruffer Torplatz）是德累斯顿的一个中心广场和重要的交通枢纽，尤其是公共交通。它坐落在内老城，毗邻茨温格宫。

## 位置和建筑
从邮政广场向外放射出苏菲街（Sophienstraße）、Wilsdruffer Straße街、华尔街（Wallstraße）、Marien街（Marienstraße）、安妮街（Annenstraße）、什未林街（Schweriner Straße）、奥斯特拉路（Ostra-Allee）、剧场街（Theaterstraße），弗莱贝格街（Freiberger Straße）。广场边上的小型建筑在改造时已被拆毁，只有一间咖啡厅。
在西南角仍有在1945年德累斯顿轰炸中受损的邮局，在东德时代在很大程度上拆除。残存的2米高的墙壁，已结合进新楼中。自2008年以来一个由艺术家Heidemarie Dreßel创作的1953年6月17日起义纪念碑，包括T-34坦克, 苏联士兵开进德累斯顿阻止示威者。  电信大厦由德国电信出售并拆迁，取而代之的是新的住宅和商业建筑。
邮政广场站是德累斯顿有轨电车的主要交通枢纽之一，这里有12条电车线路中的7条（1路、2路、4路、8路、9路、11路和12路），以及94路公交。

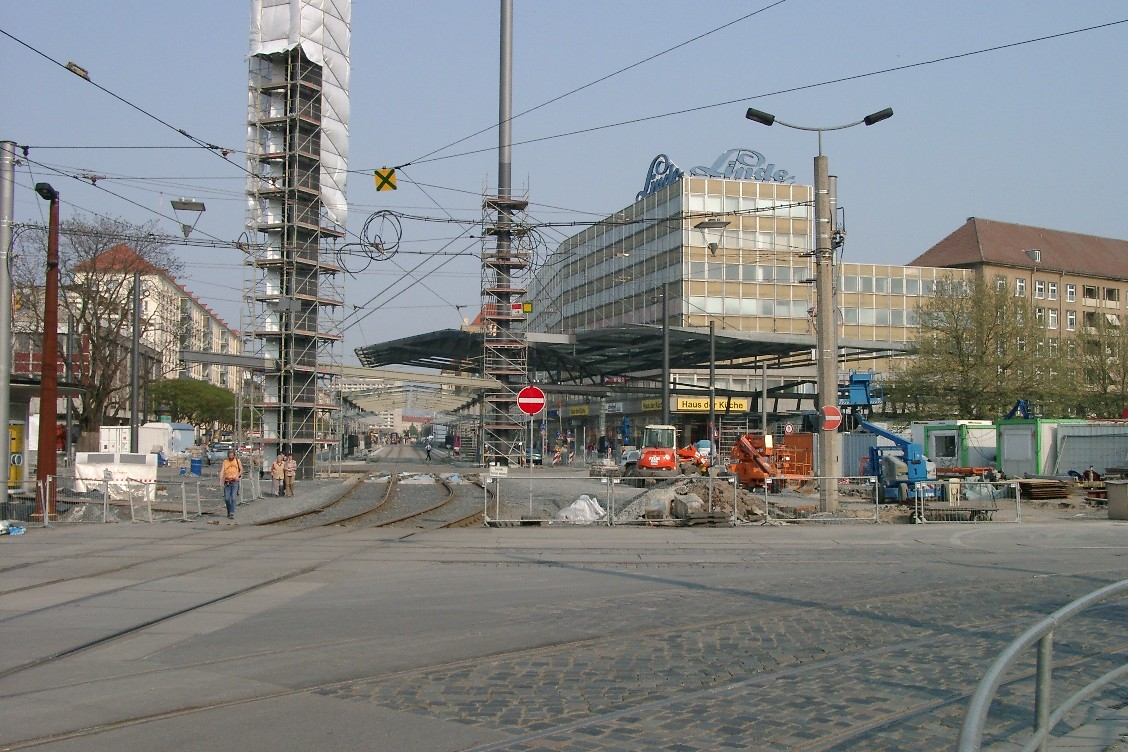
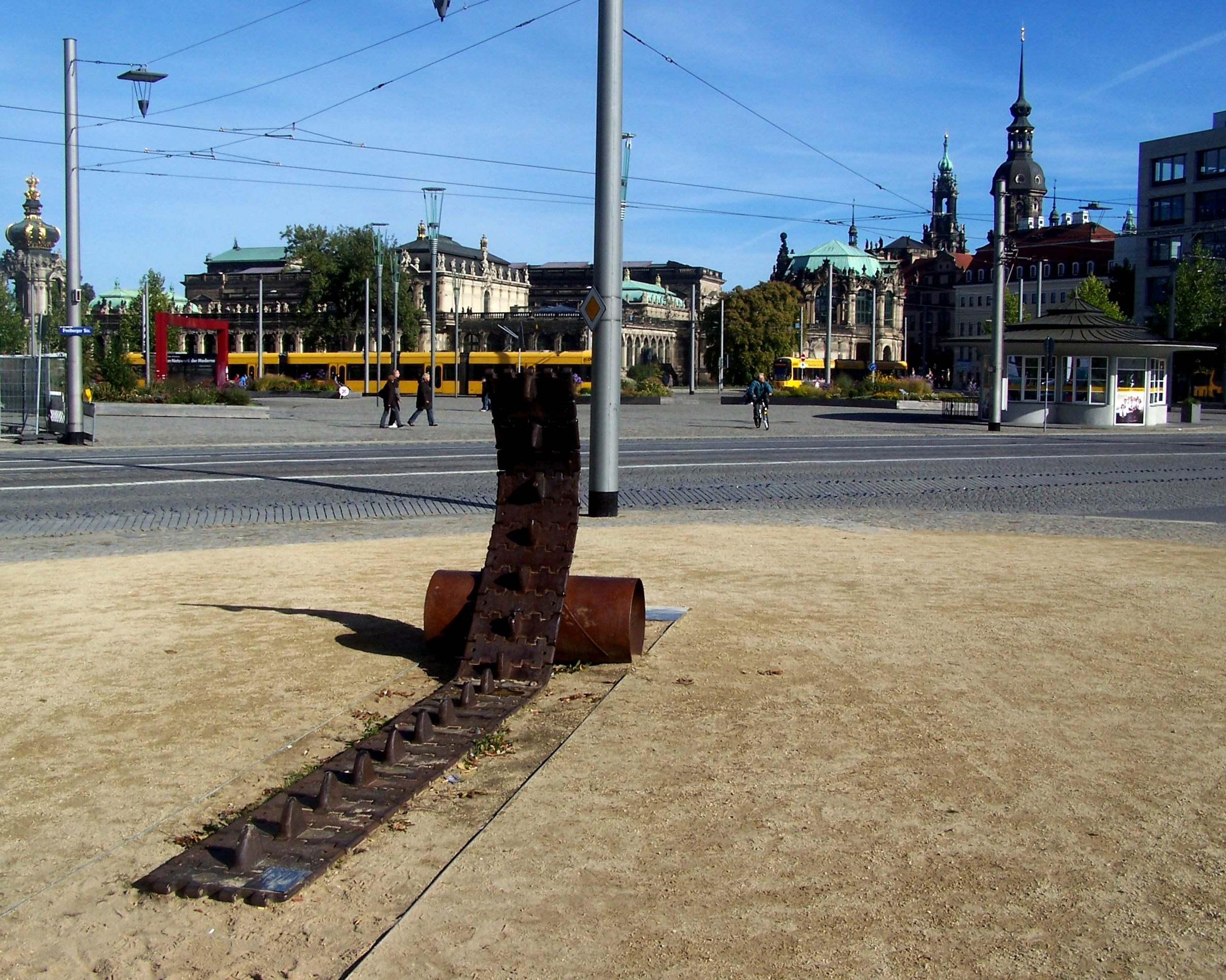
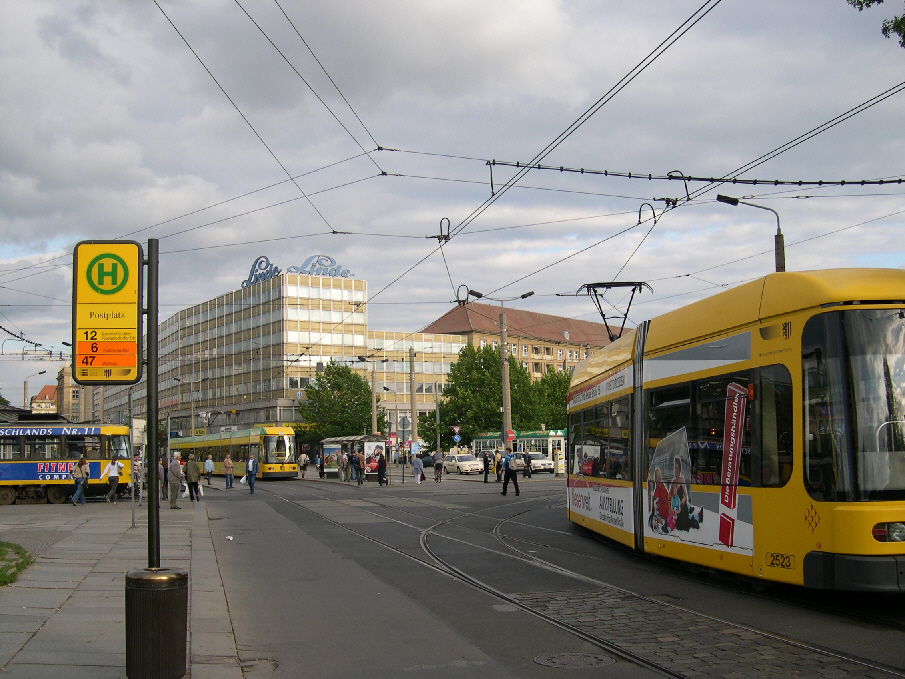
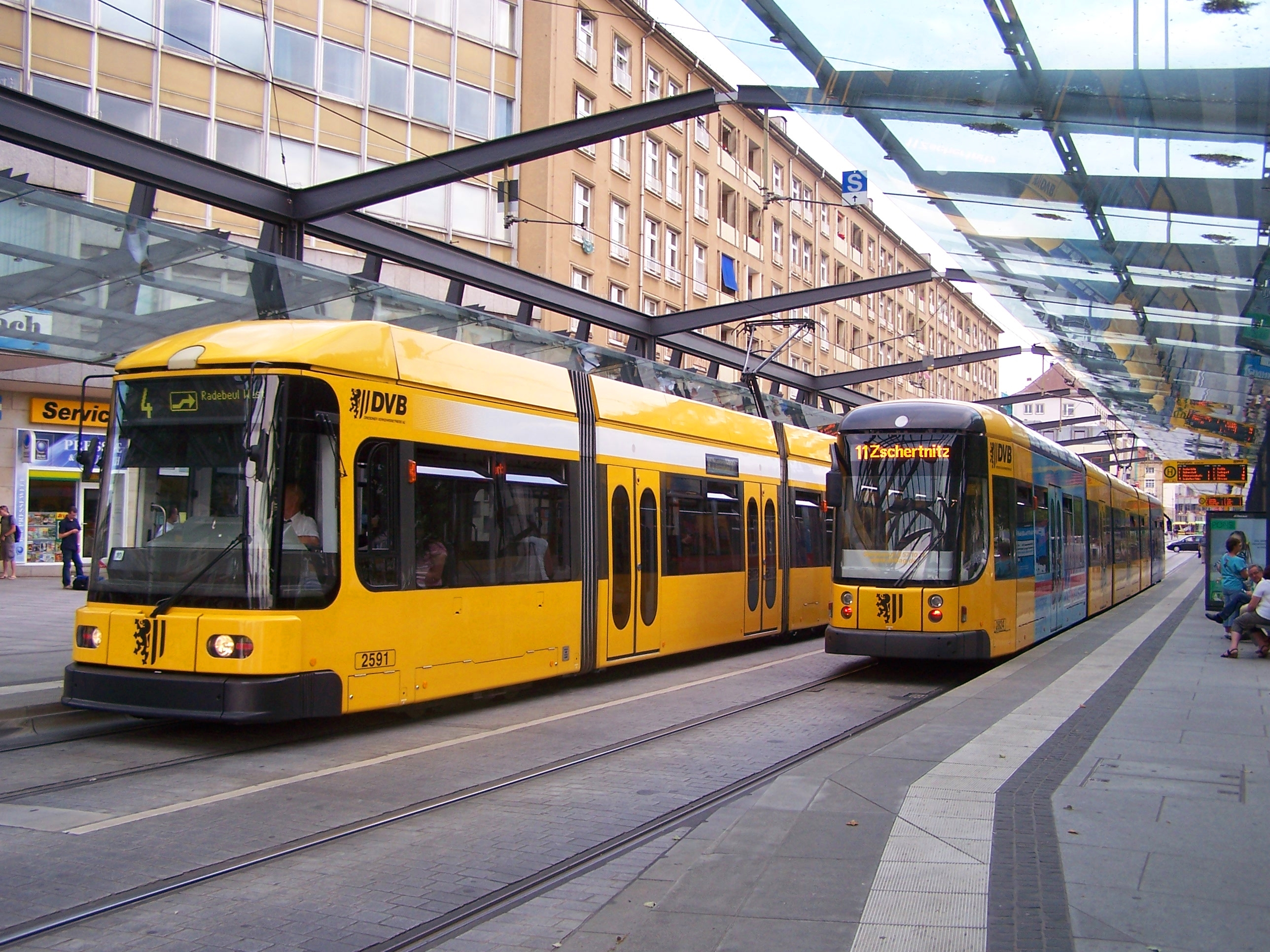
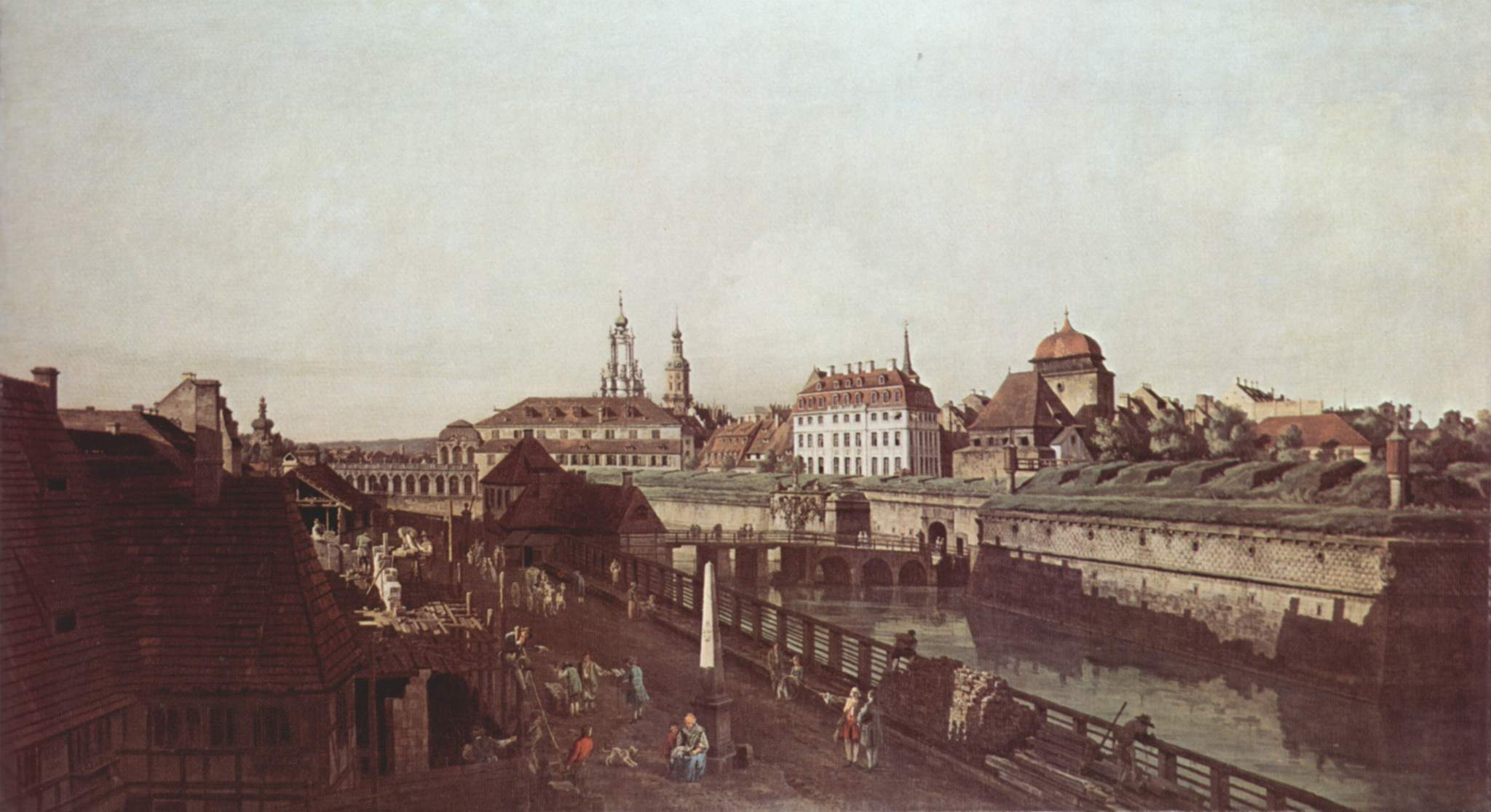
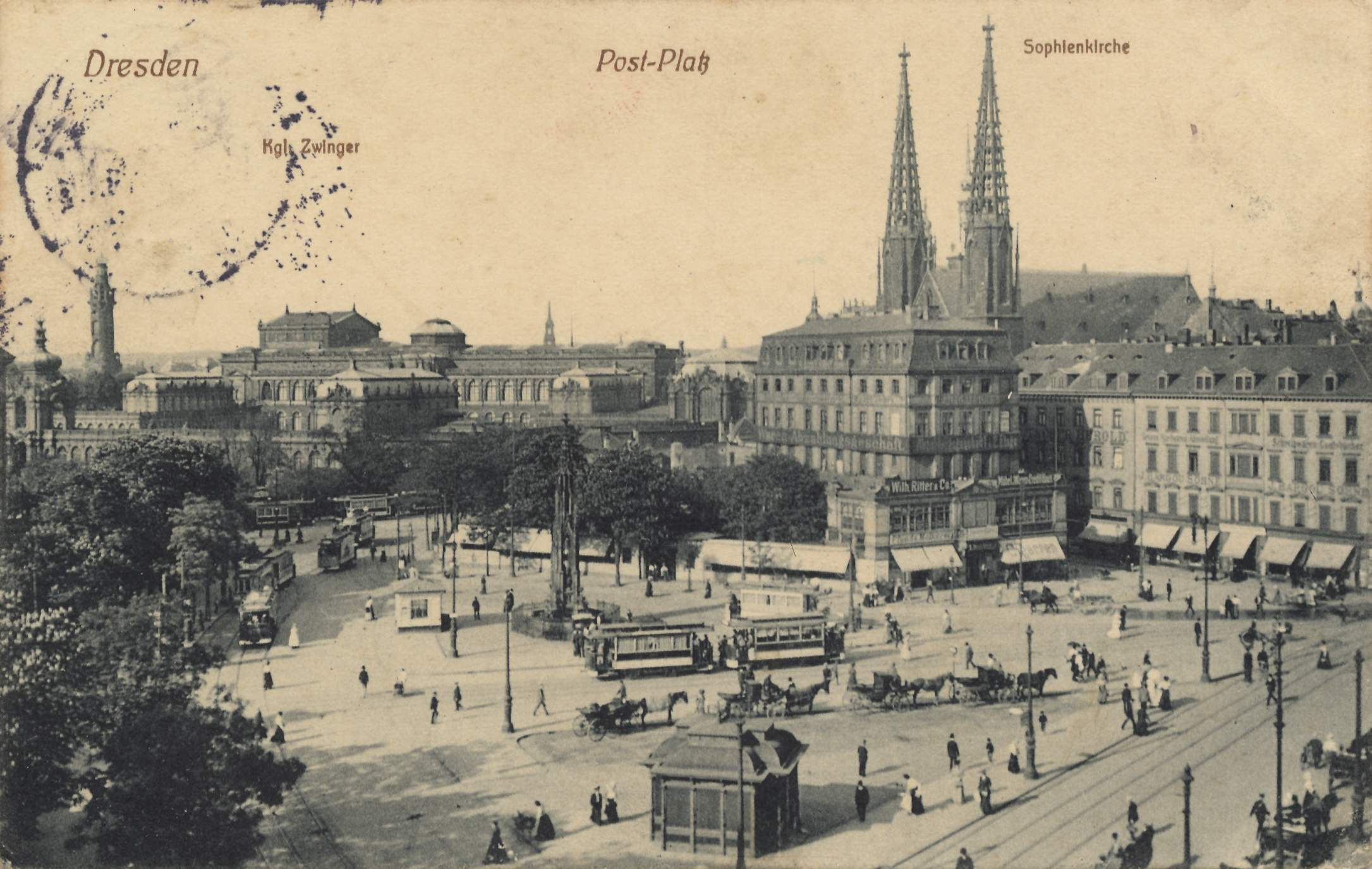
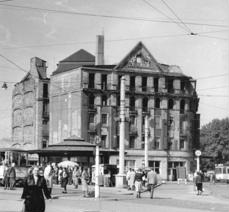
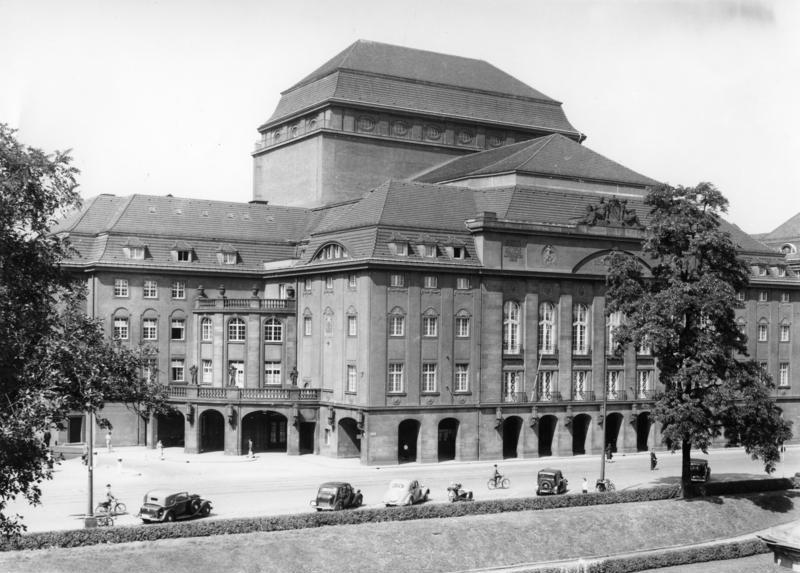
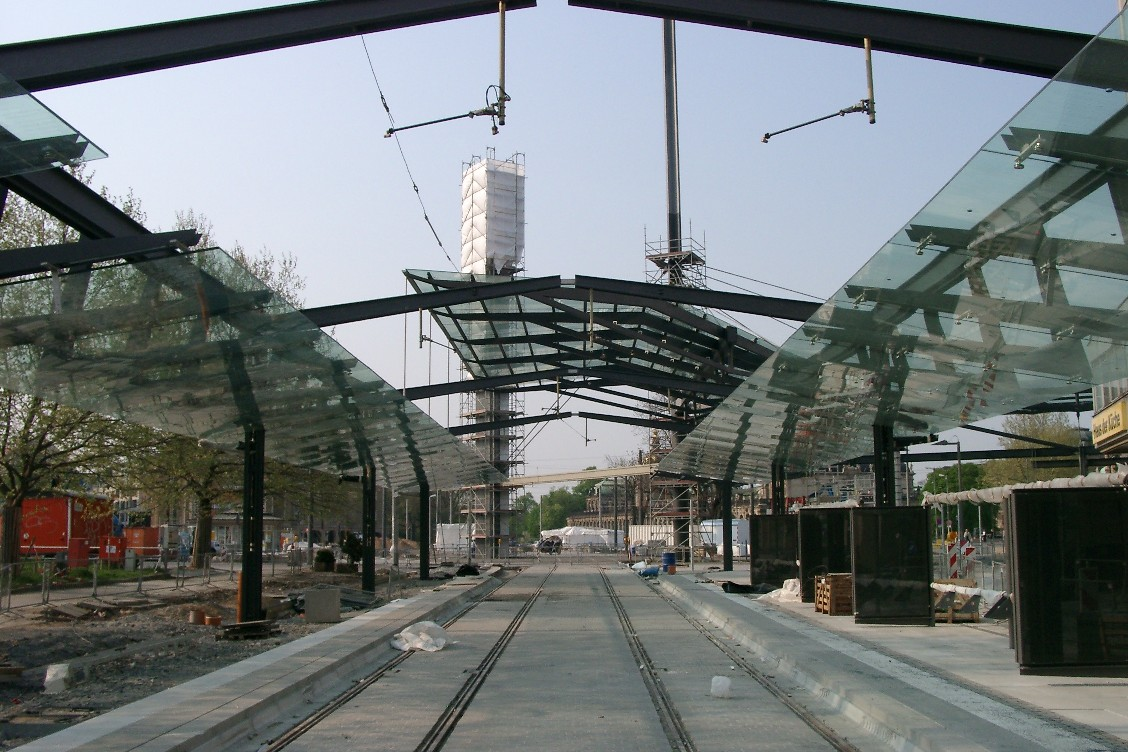